# Казарян, Манвел Андраникович
Манвел Андраникович Казарян (арм. Մանվել  Ղազարյան, род. 2 мая 1961, Тайтан, Вединский район) — армянский политический деятель и предприниматель.
- 1989 — окончил Ереванский институт народного хозяйства. Экономист.
- 1980—1982 — служил в советской армии. Работал товароведом, экономистом, бухгалтером.
- 1991—1992 — был директором Араратской птицеводческой фабрики.
- 1993—1997 — директор Вединского винзавода, а с 1997 года — председатель совета того же ОАО.
- 1999—2003 — был депутатом парламента. Член постоянной комиссии по финансово-кредитным, бюджетным и экономическим вопросам.
- 25 мая 2003 —2007 вновь был депутатом парламента. Член постоянной комиссии по финансово-кредитным, бюджетным и экономическим вопросам.

12 мая 2007 - вновь избран депутатом парламента.

## Награды
- Медаль «За отвагу» (2001, Армения).
- Благодарность Президента Российской Федерации (12 февраля 2015 года, Россия) — за большой вклад в развитие российско-армянского сотрудничества и укрепление двусторонних межпарламентских связей[1].